# Ил Кантоне ди Пјеве Модолена (Ређо Емилија)
Ил Кантоне ди Пјеве Модолена је насеље у Италији у округу Ређо Емилија, региону Емилија-Ромања.
Према процени из 2011. у насељу је живело 33 становника. Насеље се налази на надморској висини од 41 м.